# Andrés Calamaro
Andrés Calamaro Masel (Buenos Aires, 22 agosto 1961) è un cantautore argentino.

## Carriera
Molto popolare soprattutto in Argentina, ha vinto il Latin Grammy Award 2008 nella categoria "Best Rock Solo Vocal Album". Nel corso della sua carriera, è stato membro delle band Los Abuelos de la Nada e Los Rodríguez.

## Discografia

### Los Abuelos de la Nada
- Los abuelos de la nada, 1982
- Vasos y besos, 1983
- Himno de mi corazón, 1984
- En directo desde el Opera, 1985

### Los Rodríguez
- Buena suerte, 1991
- Disco pirata, 1992
- Sin documentos, 1993
- Palabras más, palabras menos, 1995
- Hasta luego, 1997
- Hasta luego (Colección discolibro), 2001
- Para no olvidar, 2001

### Solista
- Hotel Calamaro, 1984
- Vida cruel, 1985
- Por mirarte, 1988
- Nadie sale vivo de aquí, 1990
- Grabaciones encontradas Vol. I, 1993
- Live en Ayacucho 1988, 1994
- Caballos salvajes, 1995
- Grabaciones encontradas Vol. II, 1996
- Alta Suciedad, 1997
- Las otras caras de Alta Suciedad, 1998
- Una década perdida, 1998
- Honestidad brutal, 1999

- Alta Suciedad, Collector Series, 1999
- El Salmón, 2000
- Duetos, 2001
- El Cantante, 2004
- El Regreso, 2005
- Tinta Roja, 2006
- Made in Argentina, DVD, 2006
- El Palacio de las Flores, 2006
- La Lengua Popular, 2007
- Dos son Multitud, con Fito & Fitipaldis, 2008
- Nada se Pierde, 2009
- On the Rock, 2010
- Bohemio, 2013